# Manifestations des chauffeurs routiers islandais de 2008
 (octobre 2020).

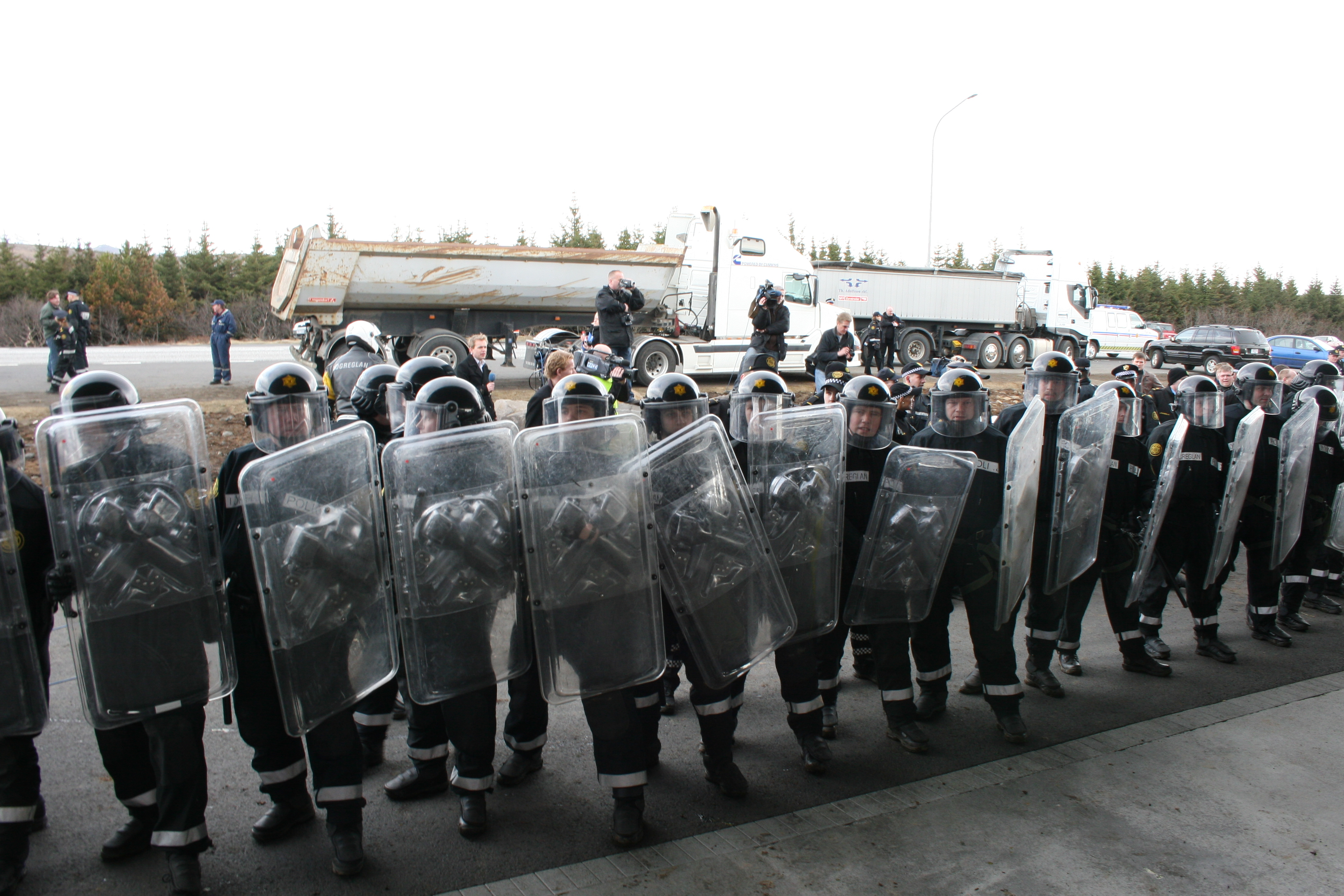
Policiers islandais avec boucliers antiémeute le 23 avril 2008.

Les manifestations des chauffeurs routiers islandais de 2008 sont des manifestations lancées par des chauffeurs routiers islandais survenues de mars à avril 2008. Les manifestations sont nées de l'augmentation des prix du pétrole et des heures de travail.

## Violence
La violence contre ceux qui protestent est très rare en Islande
D'après les images iReport de quelqu'un, une personne située derrière la barricade de la police a pulvérisé une bombe de liquide dans la foule, probablement du gaz CS car on voit un manifestant se frotter les yeux quelques secondes plus tard.
À la suite de cet événement, le Premier ministre Geir Haarde a déclaré au journal Fréttablaðið : « Je suis vraiment désolé que cela se soit produit. Il n'est pas conforme aux traditions islandaises de résoudre les différends par la violence, mais je crois qu'il est nécessaire que la police utilise les ressources dont elle dispose pour protéger la sécurité publique. »